# Nedsia chevronia
Nedsia chevronia is een vlokreeftensoort uit de familie van de Eriopisidae. De wetenschappelijke naam van de soort is voor het eerst geldig gepubliceerd in 2002 door Bradbury.